# Gustav-Nachtigal-Medaille
Die Gustav-Nachtigal-Medaille wurde von 1896 bis in die 1990er Jahre durch die Gesellschaft für Erdkunde vergeben, die sie auch gestiftet hatte. Sie wurde verliehen für Verdienste auf dem Gebiet der Geographie und Entdeckungsreisen.
Ihr Namensgeber Gustav Nachtigal war Präsident der Gesellschaft für Erdkunde in Berlin und starb 1885 auf der Heimreise von Afrika an Bord des Kanonenbootes Möwe.

## Stufen
Die Gustav-Nachtigal-Medaille wurde in Gold oder – von 1898 an – Silber verliehen.

## Aussehen
Die Medaille hatte einen Durchmesser von 51 mm. Die Vorderseite zeigt ein Brustbild Gustav Nachtigals halblinks, die Rückseite einen Adler neben deutscher Handelsflagge.

## Bekannte Träger
- 1898 Georg Schweinfurth: Goldene Gustav-Nachtigal-Medaille[3]
- 1898 Hans von Ramsay: Silberne Gustav-Nachtigal-Medaille für seine Aufnahmen in Ostafrika und Kamerun[3]
- 1899 Siegfried Passarge: Silberne Gustav-Nachtigal-Medaille[3]
- 1900 Wilhelm Bornhardt: Goldene Gustav-Nachtigal-Medaille für seine grundlegenden geologischen Arbeiten[3]
- 1904 Erich von Drygalski: Goldene Gustav-Nachtigal-Medaille für seine Leistungen als Leiter der 1. deutschen Antarktisexpedition
- 1908 Georg von Prittwitz und Gaffron: Silberne Gustav-Nachtigal-Medaille für seine langjährigen kartografischen Verdienste in Ostafrika[3]
- 1908 Max Moisel: Silberne Gustav-Nachtigal-Medaille für seine Verdienste um die Kolonialkartografie[3]
- 1908 Paul Sprigade: Silberne Gustav-Nachtigal-Medaille für seine Verdienste um die Kolonialkartografie[3]
- 1913 Adolf Friedrich zu Mecklenburg: Goldene Gustav-Nachtigal-Medaille für seine Zentralafrika-Expeditionen[3]
- 1913 Hans Meyer: Goldene Gustav-Nachtigal-Medaille für seine geografischen Forschungen[3]
- 1928 Anselm Windhausen: Gustav Nachtigal-Medaille[4]